# نشان ملی کرواسی
نشان ملی جمهوری کرواسی در سال ۱۹۹۰ میلادی جایگزین نشان رسمی جمهوری سوسیالیستی کرواسی (۱۹۴۳–۱۹۹۰) گردید. اولین نشان آن قدیمی‌ترین نشانی‌است که حکمرانان قدیم کرواسی از آن به‌عنوان نشان خود استفاده می‌کردند (ماه و ستاره صبح شش پر) دومی نشان رسمی جمهوری راگوسا (۱۳۵۸-۱۸۰۸) می‌باشد. سومی نشان منطقه دالماسی است چهارمی نشان ایستریا است و آخری هم نشان منطقه سلووانیا می‌باشد؛ قسمت شطرنجی آن هم از نشان رسمی پادشاهی کرواسی (۹۲۵-۱۵۲۷) اقتباس شده‌است.

## نگارخانه

نشان رسمی جمهوری سوسیالیستی کرواسی
نشان رسمی پادشاهی کرواسی